# Grécia nos Jogos Paralímpicos de Verão de 2008
Grécia participou dos Jogos Paralímpicos de Verão de 2008, que foram realizados na cidade de Pequim, na China, entre os dias 6 e 17 de setembro de 2008. A delegação grega conquista 24 medalhas (5 ouros, 9 pratas, 10 bronzes).